# مبيطيحة الثانية (الهايي)
مبيطيحة الثانية (بالفارسية: مبیطیحه دو) هي قرية وتقع في إيران في قسم الهايي الريفي. يقدر عدد سكانها بـ 51 نسمة بحسب إحصاء 2016.